# Шостка (Куявсько-Поморське воєводство)
Шостка (пол. Szostka) — село в Польщі, у гміні Радзеюв Радзейовського повіту Куявсько-Поморського воєводства.
Населення — 199 осіб (2011).
У 1975-1998 роках село належало до Влоцлавського воєводства.

## Демографія
Демографічна структура станом на 31 березня 2011 року:
|          | Загалом | Допрацездатний вік | Працездатний вік | Постпрацездатний вік |
| -------- | ------- | ------------------ | ---------------- | -------------------- |
| Чоловіки | 97      | 18                 | 59               | 20                   |
| Жінки    | 102     | 26                 | 45               | 31                   |
| Разом    | 199     | 44                 | 104              | 51                   |